# Alexander Scheer
Alexander Scheer (Berlino Est, 1º giugno 1976) è un attore tedesco.

## Biografia
Scheer frequentò il ginnasio Georg-Friedrich-Händel di Berlino Est focalizzandosi sulla musica. Oltre al canto suonò il pianoforte e la batteria in diverse band. Abbandonò la scuola e fu occupato da diversi impieghi lavorativi. In questo periodo di tempo apparve come attore nelle pubblicità e girò un proprio film amatoriale con degli amici. La rassegna cinematografica "American Showdown" di André Jagusch, nella quale Scheer stette davanti alla telecamera, divenne una piccola hit del festival e venne inserito nel programma del Werkstatt der Jungen Filmszene e del Open Air Filmfest Weiterstadt. Grazie ad un casting venne scoperto dal regista Leander Haußmann il quale lo impiegò nel suo film Sonnenallee. Dopo le riprese Scheer seguì Haußmann alla Schauspielhaus Bochum dove recitò in opere teatrali come Molto rumore per nulla, Leonce e Lena e La tempesta.
Successivamente lavorò con registi come Christoph Marthaler, Frank Castorf o Stefan Pucher ed entrò in scena negli allestimenti di Berlin Alexanderplatz, L'idiota al Volksbühne di Berlino e Il gabbiano alla Schauspielhaus di Amburgo. Per la sua prestazione attoriale viene premiato con il premio Ulrich-Wildgruber. Venne scelto come attore dell'anno da Theater Heute la personificazione dell'attore inglese shakespeariano Edmund Kean nell'omonima messinscena popolare di Frank Castorf del 2009. Accanto ai suoi impegni teatrali lo si vede anche in produzioni nazionali e internazionali come Mrs. Ratcliffe's Revolution, Viktor Vogel - Commercial Man, Das wilde Leben, Carlos, con il quale festeggiò la sua Premiere di successo al Festival di Cannes nel 2010.
Per la preparazione alla rappresentazione di Keith Richards nel film Das Wilde Leben, Scheer fondò la band The Rockboys che face dei concerti per tutta un'estate. Nel 2007 entrò come chitarrista nella band di Jan Opoczynski Der Internationale Wettbewerb. L'anno seguente divenne il frontman del gruppo viennese Gruppe Pegel. Nel 2009 prese parte al tour in Europa di The Whitest Boy Alive come percussionista. Nel 2012 entrò in scena come Mefisto nella tragedia di Goethe Faust. Nella biografia cinematografica di Andreas Dresen Gundermann sul cantautore, musicista rock e manovratore di escavatrici tedesco occidentale Gerhard Gundermann, Scheer interpretò il ruolo principale in cui lui stesso cantò tutte le canzoni.

## Filmografia parziale

### Cinema
- Sonnenallee, regia di Leander Haußmann (1999)
- 1999: Tatort – Tödliches Labyrinth
- 2001: Mein Bruder der Vampir
- 2001: Viktor Vogel – Commercial Man
- 2005: Der Adler – Die Spur des Verbrechens – Codename: Kronos
- 2007: Das wilde Leben
- 2009: Stralsund – Mörderische Verfolgung
- 2009: 12 Meter ohne Kopf
- 2010: Carlos – Der Schakal (Carlos)
- 2010: Im Alter von Ellen
- 2011: Als der Weihnachtsmann vom Himmel fiel Miracolo a Natale
- 2011: Schief gewickelt
- 2012: Eine Hand wäscht die andere
- 2012: Nachtschicht – Geld regiert die Welt
- 2013: Westen
- 2014: Tatort – Im Schmerz geboren
- 2014: Quatsch und die Nasenbärbande
- 2015: Tod den Hippies!! Es lebe der Punk
- 2015: Tatort – Niedere Instinkte
- 2015: Kommissar Marthaler – Ein allzu schönes Mädchen
- 2015: Blochin – Die Lebenden und die Toten
- 2016: Nachtschicht – Ladies First
- 2016: Lou Andreas-Salomé
- Tschick, regia di Fatih Akın (2016)
- Il giovane Karl Marx (Le jeune Karl Marx), regia di Raoul Peck (2017)
- 2017: Schnitzel geht immer
- Pirati dei Caraibi - La vendetta di Salazar (Pirates of the Caribbean: Dead Men Tell No Tales), regia di Joachim Rønning e Espen Sandberg (2017)
- 2018: Gladbeck
- 2018: Gundermann
- 2018: Wach
- La spia (Spionen), regia di Jens Jønsson (2019)
- Blood & Gold, regia di Peter Thorwarth (2023)

### Televisione
- Lolle - serie TV, 60 episodi (2003-2005)
- SK Kölsch - serie TV, episodio Schmock (2004)
- Squadra Speciale Cobra 11 - serie TV, episodio Revolution (2014)
- Ultima traccia: Berlino - serie TV, episodio Machtspiele (2014)
- Morgen hör ich auf - serie TV, 3 episodi (2016)
- Hausen – miniserie TV, 8 puntate (2020)

## Teatro (parziale)
- 1999: Molto rumore per nulla di William Shakespeare alla Schauspielhaus Bochum (Regia: Leander Haußmann)
- 1999–2000: Leonce e Lena di Georg Büchner alla Schauspielhaus Bochum (Regia: Stefan Mayer)
- 1999–2000: La tempesta di William Shakespeare come Iris alla Schauspielhaus Bochum (Regia: Jürgen Kruse)'
- 2000–2005: Il gabbiano di Anton Čechov come Konstantin Gawrilowitch Treplew alla Deutschen Schauspielhaus Hamburg (Regia: Stefan Pucher)
- 2002–2004: Leonce e Lena di Georg Büchner come Leonce alla Deutschen Schauspielhaus Hamburg (Regia: Stefan Pucher)
- 2002–2006: L'idiota di Fjodor Dostojewski come Ippolit Terentjew al Volksbühne, Berlino (Regia: Frank Castorf)
- 2004–2006: Cocaina di Pitigrilli come Pietro Nocera al Volksbühne, Berlino (Regia: Frank Castorf)
- 2004–2009: Otello di William Shakespeare come Otello alla Deutschen Schauspielhaus Hamburg (Regia: Stefan Pucher)
- seit 2005: Berlin Alexanderplatz di Alfred Döblin come Herbert al Volksbühne, Berlino (Regia: Frank Castorf)
- seit 2009: Antonio e Cleopatra di William Shakespeare come Cesare al Burgtheater Wien (Regia: Stefan Pucher)
- seit 2011: Il giocatore (Dostoevskji) di Fjodor Dostojewskij come Alexej Iwanowitsch al Volksbühne, Berlino (Regia: Frank Castorf)
- 2012: Faust di Goethe come Mephistopheles al Schauspiel Frankfurt (Regia: Stefan Pucher)
- 2015: I fratelli Karamasov di Fjodor Dostojewskij come Iwan Fjodorowitsch al Volksbühne, Berlino (Regia: Frank Castorf)
- 2017: Faust di Goethe come Anaxagoras / Lord Byron al Volksbühne, Berlino (Regia: Frank Castorf)

## Radiodrammi (parziale)
- 2005: Jörg Böckem: Laß mich die Nacht überleben, Roof Music
- 2005: Ermanno Cavazzoni: Kurze Lebensläufe der Idioten, Wagenbach
- 2009: Kai-Uwe Kohlschmidt: Im Feuer, Regia: Kai-Uwe Kohlschmidt (HR)
- 2009: Kai-Uwe Kohlschmidt: Leichhardt, Regia: Kai-Uwe Kohlschmidt (rbb)
- 2013: Kai-Uwe Kohlschmidt: Insorbia, Regia: Kai-Uwe Kohlschmidt (rbb)
- 2013: Henri Alain-Fournier: Der große Meaulnes – Regia: Leonhard Koppelmann (DLF)
- 2013: E. M. Cioran: Vom Nachteil, geboren zu sein – Regia: Kai Grehn (SWR)
- 2015: David Zane Mairowitz: Hornissengedächtnis – Regia: David Zane Mairowitz (SRF/ORF)
- 2017: Kai-Uwe Kohlschmidt: Detzman walking, Regia: Kai-Uwe Kohlschmidt (rbb)

## Riconoscimenti
- 2006: Deutscher Theaterpreis Der Faust nomina per la miglior prestazione attoriale
- 2008: Ulrich-Wildgruber-Preis per „Originalität und darstellerische Bestleistung“ (originalità e miglior performance)
- 2009: Schauspieler des Jahres per Kean, Theater Heute
- 2018: Günter-Rohrbach-Filmpreis per Gundermann[1]
- 2019: Bayerischer Filmpreis 2018 per Gundermann[2]

## Doppiatori italiani
Nelle versioni in italiano dei suoi film, Alexander Scheer è stato doppiato da: 
- Gabriele Vender in La spia
- Fabrizio Odetto in Blood & Gold
- Andrea Lopez in Berlino, estate '42